# シャロレー

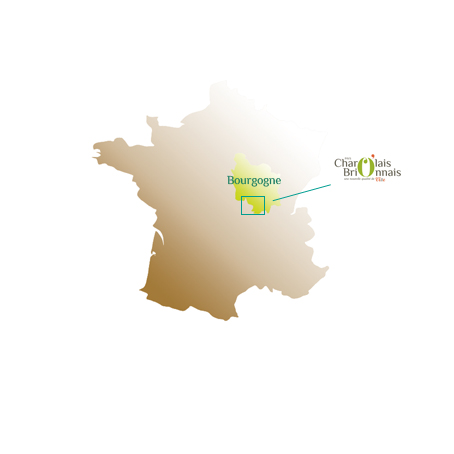
シャロレーの位置

シャロレーの紋章

シャロレー （Charolais）は、フランスの自然区分上の地方名の1つ。現在のブルゴーニュ地域圏、ソーヌ＝エ＝ロワール県、シャロル周辺を指す。歴史的にはブルゴーニュ公国の一部であった。今日のシャロレーは、シャロレー＝ブリオネ地方と1つにされている。

## 地理
シャロレーは、以下の地方に囲まれている。
- 北をオートゥノワと接する。
- 北東をシャロネと接する
- 南東をマコネーと接する
- 南をブリオネと接する
- 西をソローニュ・ブルボネーズと接する
- 北西をバ・モルヴァン・メリディオナルと接する